# Arroyo Anchuelo
El arroyo Anchuelo es un curso de agua del este de la comunidad de Madrid, España. Nace en el término municipal de Santorcaz y discurre en dirección oeste-suroeste por los municipios de Anchuelo, Los Hueros y Torres de la Alameda, donde se junta con el arroyo de Pantueña hasta desembocar en el río Jarama y finalmente en el Tajo.
- Datos: Q60719800